# Aeroporti a Malta
Questa è la lista degli aeroporti in Malta.

## Aeroporti
| Nome                                                                         | Città              | ICAO | IATA |
| ---------------------------------------------------------------------------- | ------------------ | ---- | ---- |
| Aeroporti                                                                    |                    |      |      |
| Aeroporto Internazionale di Malta (Aeroporto di Valletta, Aeroporto di Luqa) | La Valletta / Luqa | LMML | MLA  |
| Eliporti                                                                     |                    |      |      |
| Eliporto di Gozo (Eliporto di Xewkija)                                       | Xeuchia            | LMMG | GZM  |